# قرار مجلس الأمن التابع للأمم المتحدة رقم 1344
قرار مجلس الأمن التابع للأمم المتحدة رقم 1344، المتخذ بالإجماع في 15 آذار / مارس 2001، بعد إعادة تأكيد القرارات 1298 (1999) و1308 (2000) و1312 (2000) و1320 (2000) بشأن الحالة بين إريتريا وإثيوبيا، و 1308 (2000)، مدد المجلس ولاية بعثة الأمم المتحدة في إثيوبيا وإريتريا حتى 15 سبتمبر 2001.
وشدد مجلس الأمن على ضرورة وفاء كل من إثيوبيا وإريتريا بالتزاماتهما بموجب القانون الإنساني الدولي وقانون حقوق الإنسان وقانون اللاجئين، وأعاد تأكيد دعمه لاتفاق وقف الأعمال العدائية لعام 2000 الذي وقع عليه كلا البلدين.
ومُددت ولاية بعثة الأمم المتحدة في إثيوبيا وإريتريا، بمستوياتها الحالية من القوات والمراقبين، لمدة عام واحد. تم حث الأطراف على استكمال تنفيذ اتفاقاتهم، بما في ذلك الإجراءات التالية:
(أ) ضمان حرية الحركة لبعثة الأمم المتحدة في إثيوبيا وإريتريا؛
(ب) إنشاء ممر جوي بين عاصمتي أديس أبابا وأسمرة؛
(ج) إبرام اتفاق وضع القوات مع الأمين العام كوفي عنان؛
(د) تسهيل جهود إزالة الألغام .
وشدد المجلس على أن إنهاء مهمة حفظ السلام مرتبط بترسيم الحدود الإثيوبية - الإريترية، وأنه يتعين على الطرفين تمويل لجنة الحدود في هذا الصدد. وأخيراً، تم حث جميع البلدان والمنظمات الدولية على تقديم مساهمات للصندوق الاستئماني الطوعي لتسهيل ترسيم الحدود وتمويل جهود إعادة الإعمار.

## روابط خارجية
- نص القرار في undocs.org